# 梁一鸣 (1911年)
梁一鸣（1911年—？），男，湖南涟源人，中华人民共和国政治人物，曾任内蒙古自治区政协副主席，第五届全国政协委员。